# Estación de Windsor (Ontario)
Windsor es una estación de tren en Windsor, Ontario, Canadá. Es el término occidental del corredor Quebec-Windsor de Via Rail. Está ubicado en el barrio de Walkerville adyacente a la destilería Hiram Walker, cerca del río Detroit. Durante la semana, cuenta con ocho viajes en tren de Via Rail por día, de los cuales 4 se originan en Windsor y 4 regresan a Windsor desde Toronto (3 en cada sentido los domingos). En 2012, Windsor figuraba como la séptima estación más transitada del país, según Via.

## Historia
La estación original fue construida por la Grand Trunk Railway en 1884 en el paseo marítimo al norte de Sandwich Street East (Riverside Drive East) al pie de Goyeau Street. La estación se cerró en 1961 cuando el servicio se trasladó a la ubicación actual de la estación en Walkerville. El sitio de la primera estación es ahora la ubicación de Riverfront Park y cerca de donde ahora se encuentra Spirit of Windsor Canadian National.

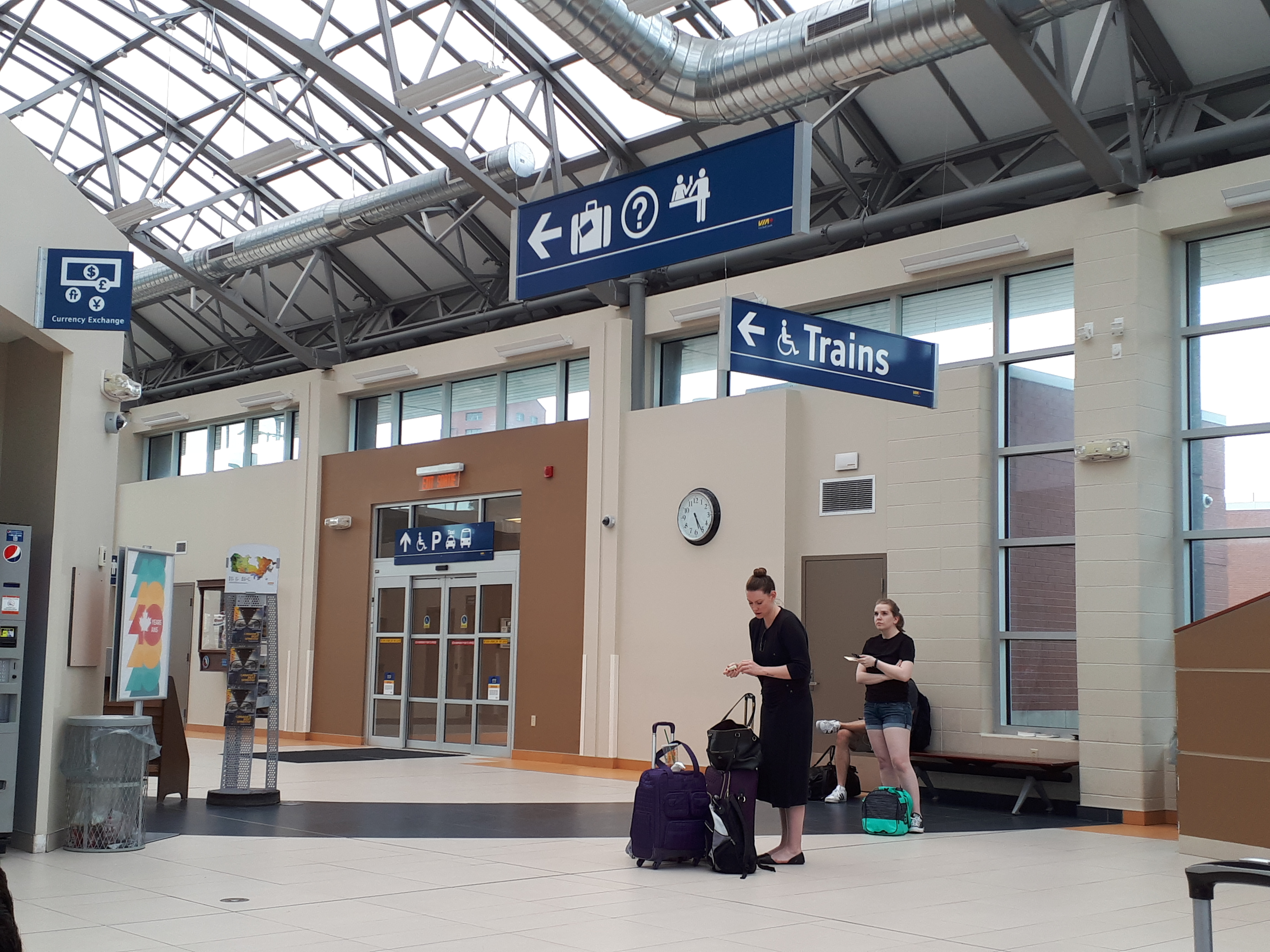
Interior de la nueva estación.

El Canadian y el Wolverine de la New York Central Railroad, así como el tren Niagara Rainbow de Amtrak cruzaron el río Detroit a través del túnel ferroviario central de Michigan, pero no utilizaron esta estación. En su lugar, utilizaron el depósito del ferrocarril central de Windsor Michigan en la línea alquilada a la Canada Southern Railway hasta 1979, cuando cesó el servicio. La estación, construida en 1911, fue destruida por un incendio en 1996.
El 8 de noviembre de 2010, Via Rail dio a conocer el diseño de un nuevo edificio de estación para reemplazar la estructura anterior construida en la década de 1960. El nuevo edificio se completó en septiembre de 2012 a un costo de 5,3 millones de dólares canadienses. La estación se inauguró oficialmente el 16 de noviembre de 2012, con la presencia de Stephen Fletcher del Gobierno de Canadá e Yves Desjardins-Sciliano de VIA Rail.